# エーダータール
エーダータール (ドイツ語: Edertal) は、ドイツ連邦共和国ヘッセン州ヴァルデック＝フランケンベルク郡の町村（以下、本項では便宜上「町」と記述する）である。この町はエーダー川沿いに位置している。
この町は、エーダー湖とケラーヴァルト＝エーダーゼー自然公園で広く知られている。この自然公園は、ケラーヴァルト＝エーダーゼー国立公園を包含している。

## 地理

### 位置
エーダータールの町は、カッセルの南西約 30 km（直線距離）に位置する。ケラーヴァルトの北から北東の境界にあたり、エーダー湖の南から堰き止めダムの東側および南東側に広がっている。いくつかの地区はケラーヴァルト＝エーダーゼー自然公園内に位置し、大部分はその東の境界線のわずかに外側にある。この自然公園の一部はケラーヴァルト＝エーダーゼー国立公園となっている。
町の北西から南東方向に、この町最大の川であるエーダー川が流れている。この川に流れ込む支流は、下流に向かって順番に、リーシェンスルー集落（メーレン地区の一部）のネッツェ川、ベルクハイム地区のヴェーザーバッハ川とその北の近くを流れるベーナー・バッハ川がある。エーダー湖南東の近くに位置するアフォルデルナー湖はもう一つの堰止め湖であり、エーダー湖同様、エネルギー生産や近郊保養地として利用されている。この地の水力は徹底的に活用されている。
エーダータールの町の最高峰、海抜 626 m のトラッデルコプフは同時にケラーヴァルト＝エーダーゼー国立公園の最高峰でもある。この他に有名な山には、ヴァルデック揚水発電所があるペータースコプフ（エナージーベルク）や、エーダー湖のダムの眺めが良いウーレンコプフ、エーダー湖猟獣園があるハンマーベルクがある。

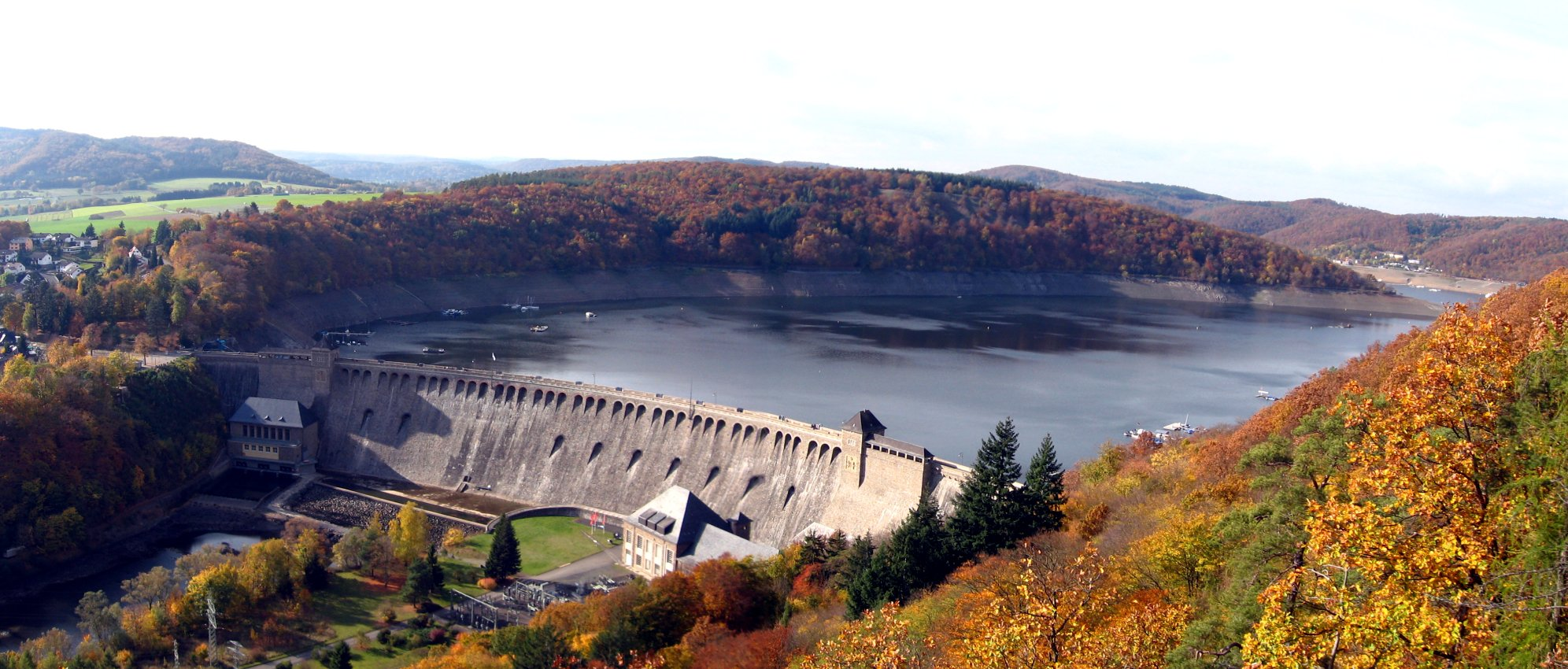
ウーレンコプフから見たエーダー湖とそのダム

### 隣接する市町村
この町は、北はヴァルデック（ヴァルデック＝フランケンベルク郡）およびナウムブルク（カッセル郡）、東はフリッツラー（シュヴァルム＝エーダー郡）、南はバート・ヴィルドゥンゲン、西はフランケナウおよびフェール（以上3市町村は、ヴァルデック＝フランケンベルク郡）と境を接している。

### 自治体の構成
1971年7月1日に、それまで独立した町村であったベルクハイムとギフリッツが合併し、新たな町エーダータールが成立した。同年10月1日にゲラースハウゼンが、1972年1月1日にアフォルデルン、アンラフ、ベーネ、ブリングハウゼン、ブーレン、ヘムフルト＝エーダーゼー、ケーニヒスハーゲン、メーレン、ヴェレンが自治体エーダータールに加わった。さらに1974年1月1日にやはりそれまで独立した町村だったクライネルンがエーダータールに合併した。これにより、現在エーダータールは13の地区からなる。
| - アフォルデルン - アンラフ - ベルクハイム - ベーネ - ブリングハウゼン | - ブーレン - ゲラースハウゼン - ギフリッツ - ヘムフルト＝エーダーゼー | - クライネルン - ケーニヒスハーゲン - メーレン（リーシェンスルーを含む） - ヴェレン |

行政機関は、ギフリッツ地区に置かれている。この地区は北東に隣接するベルクハイム地区と共にこの町の中心をなしている。

### 地質学
この町は、ライン・シーファー山地の支脈に属している。表面の岩は主に粘板岩と硬砂岩である。

## 歴史
1908年の道路工事の際、ブーレン近郊でトナカイの角と粘土採集場の遺跡が発見された。この遺跡は1967年に再調査され、現在のブーレン付近にネアンデルタール人の定住地があったという推論が証明された。この遺跡は、現在のドイツ国内にある人類学上重要なネアンデルタール人の居住地跡である。ここは、数多くの動物の骨や骨製のナイフや加工品が発見されたユニークな遺跡である。

## 行政

### 議会
エーダータールの町議会は、31議席からなる。

## 文化と見所
エーダータール町内ベルクハイム地区の中心にベルクハイム城がある。この城は1785年から1786年にかけて、ヴァルデック＝ベルクハイム伯ヨシアス2世のために、古典主義様式に改築された。文化史上重要なこの建物は、現在使われておらず空き家となっている。

## 引用
1. ↑  Hessisches Statistisches Landesamt: Bevölkerung in Hessen am 31.12.2023 (Landkreise, kreisfreie Städte und Gemeinden, Einwohnerzahlen auf Grundlage des Zensus 2011)]
2. ↑  2011年3月27日の町議会議員選挙結果 (hsl.de)